# Psiax

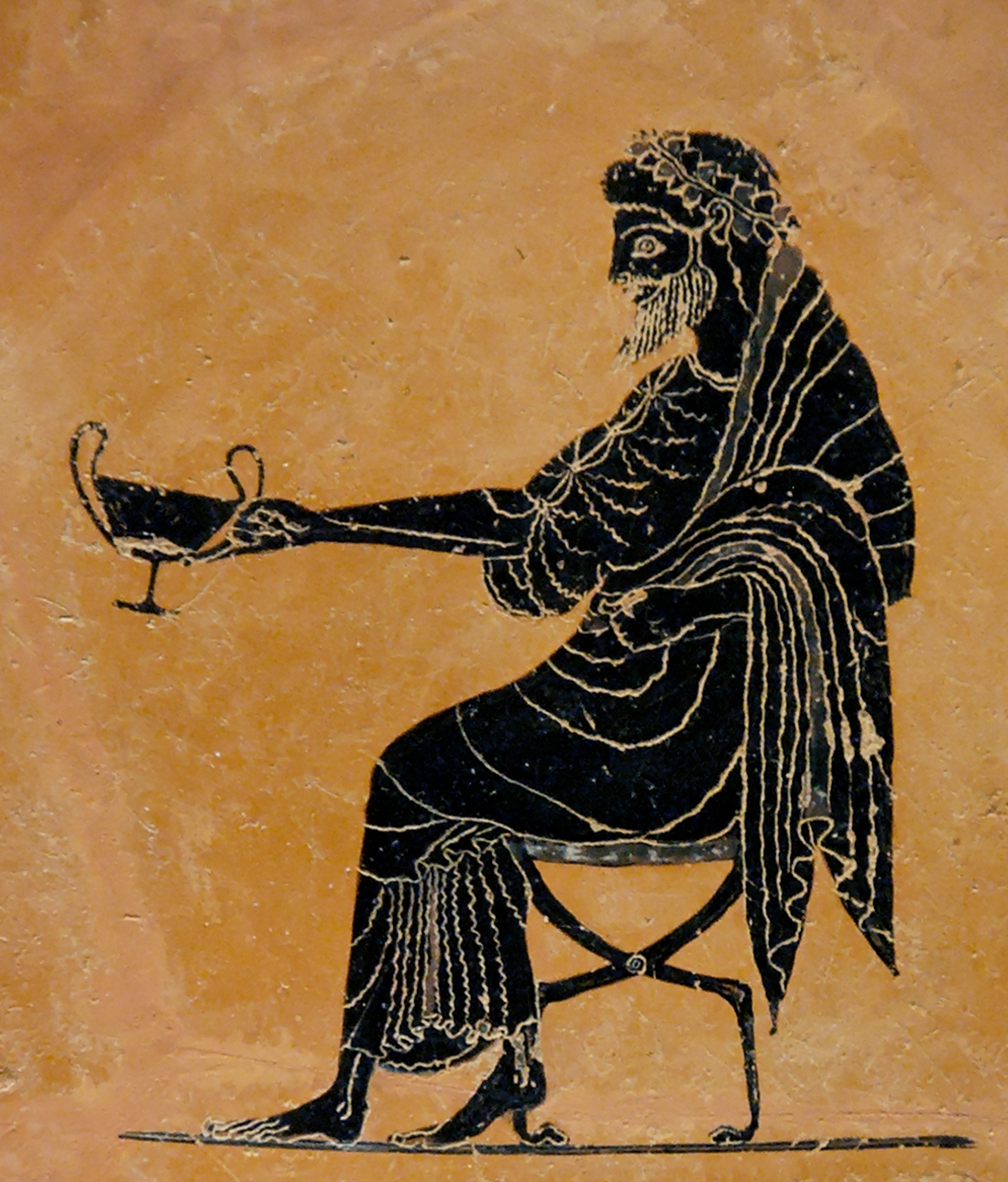
Sitzender Dionysos mit Kantharos, Innenseite eines schwarzfigurigen Tellers, um 520 – 500 v. Chr., Louvre

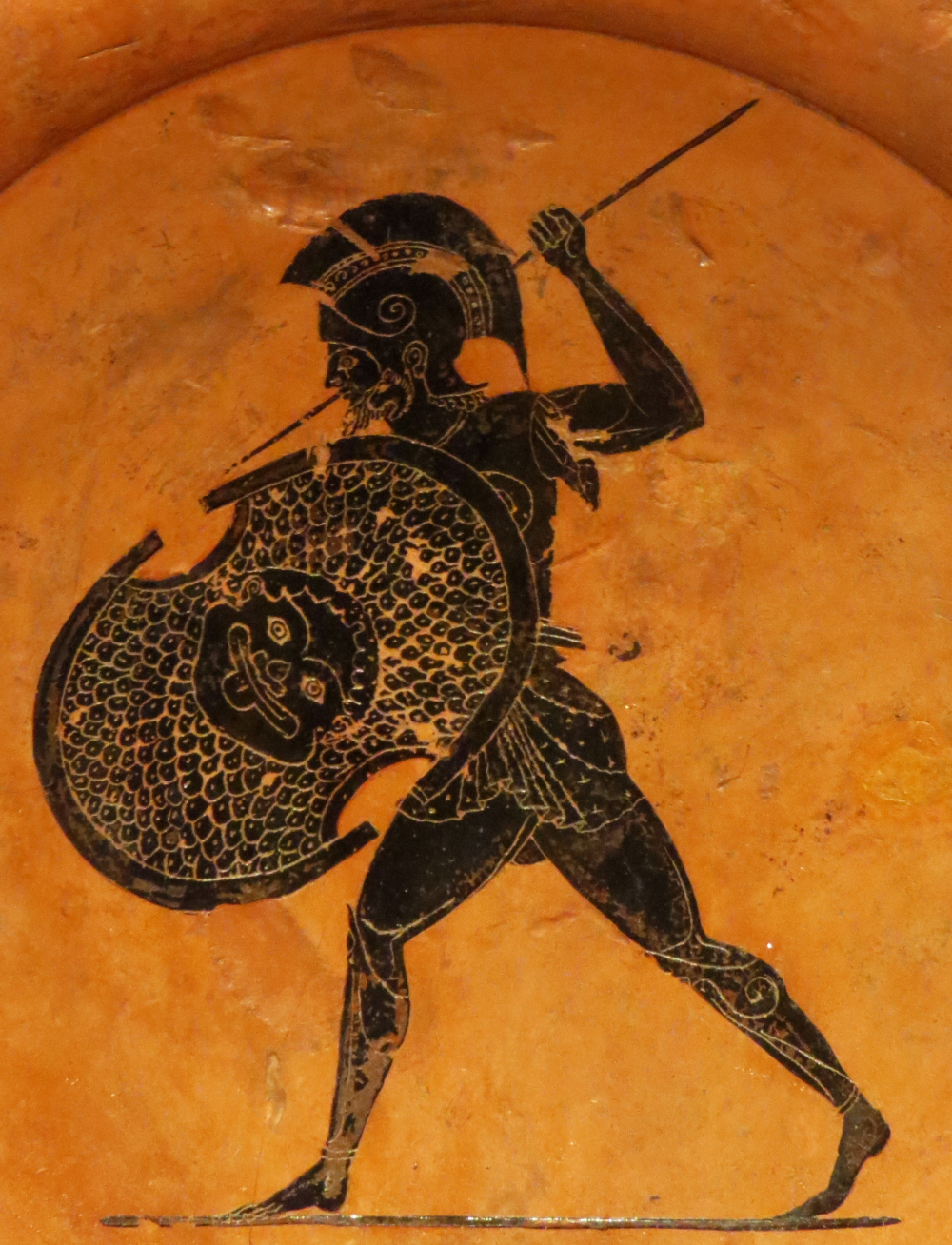
Krieger im Panzer auf einem Psiax zugeschriebenen Teller, um 510 v. Chr., gefunden im Zeus-Heiligtum in Olympia, Antikensammlung Berlin

Psiax (altgriechisch Ψίαξ) war ein attischer Vasenmaler aus der Übergangszeit von der schwarzfigurigen zur rotfigurigen Maltechnik. Sein Werk aus der Zeit von 525 bis 505 v. Chr. umfasst etwa 60 überlieferte Vasen, von denen zwei seine Signatur tragen. Ursprünglich wurde er von John D. Beazley als Menon-Maler bezeichnet. Erst später wurde dessen Identität mit dem als „Psiax“ signierenden Künstler erkannt.
Psiax arbeitete mit den Töpfern Hilinos, Menon, Andokides und Nikosthenes zusammen. Malte er zunächst in der schwarzfigurigen Technik, spielte er bei der Entwicklung des rotfigurigen Stils, welcher in der Werkstatt des Andokides erfunden wurde, eine bedeutende Rolle. Der ebenfalls dort wirkende schwarzfigurige Antimenes-Maler steht Psiax stilistisch nahe; John D. Beazley bezeichnete beide als „Brüder“. Es ist nicht verwunderlich, dass Psiax ein Meister der bilinguen Vasen (schwarz- und rotfigurige Technik gemeinsam auf der Vorder- und Rückseite einer Vase) war.
Seine Signatur ist nur von zwei rotfigurigen Alabastren in Karlsruhe und Odessa bekannt, die auch vom Töpfer Hilinos signiert sind. Drei der von ihm bemalten Werke weisen die Signatur des Töpfers Andokides auf. Die Bemalung von Kyathoi und die Verwendung der Six-Technik weisen auf seine Zusammenarbeit mit Nikosthenes hin.
Der junge Epiktetos imitierte Psiax, die „Pioniere“ Euphronios und Phintias waren seine Schüler.
Psiax bemalte in erster Linie kleinere Gefäße, was zu seinem zierlichen Malstil passt. Es finden sich jedoch auch größere Gefäße wie Amphoren, Hydrien und Kelchkratere im Werk des Künstlers. Auch dort sind seine Figuren weniger kraftvoll und vital denn erhaben und zurückhaltend. Er experimentierte zwar mit den Möglichkeiten der neuen Technik (Perspektive), doch war er eher auf die für die Spätarchaik typische Zierlichkeit und dekorative Wirkung seiner Bilder bedacht. Dabei macht er nicht Halt bei der schwarz- und rotfigurigen Technik, sondern experimentiert auch mit schwarzen Figuren auf weißem oder korallenrotem Grund und der Six-Technik.
Die Auswahl seiner Themen hat nichts Besonderes, dennoch ist eine Vorliebe für Gespannszenen und Bogenschützen zu bemerken.

## Werke (Auswahl)
- Brescia, Museo

schwarzfigurige Bauchamphora
- Karlsruhe, Badisches Landesmuseum

B 120 rotfiguriges Alabastron (signiert; Töpfer: Hilinos)
- London, British Museum

1980.10-29.1 (ehemals Castle Ashby) schwarzfigurige Halsamphora (Töpfer: Andokides)
Hals Vorderseite: Dionysos zwischen zwei Satyrn, Rückseite: Krieger in frontalem Wagen zwischen zwei Jünglingen
- Madrid, Museo Arqueológico Nacional

11008 (L 63) bilingue Bauachamphora (Töpfer: Andokides)
Vorderseite: Apollon mit Kithara zwischen Artemis, Leto und Ares; Rückseite: Dionysos mit Kantharos zwischen Satyrn und Mänaden
- Malibu, J. Paul Getty Museum

86.AE.278 rotfigurige Schale
90.AE.122 schwarzfiguriger Mastos
- New York, Metropolitan Museum

63.11.6 rotfigurige Bauchamphora mit schwarzfiguriger Lippe
Vorderseite: Streit um den Dreifuß, Rückseite Dionysos mit Kantharos zwischen Mänade und Satyr (Lippe: Psiax, Hauptbilder: Andokides-Maler)
- Odessa, Archäologisches Museum

266602 rotfiguriges Alabastron (signiert; Töpfer: Hilinos)
- Philadelphia, University Museum

5349 rotfigurige Bauchamphora (Töpfer: Menon)
- St. Petersburg, Eremitage, schwarzfiguriger Kantharos mit Darstellung des Herakles und der Rosse des Diomedes, die einen Stallmeister zerfleischen